# 流浪的月
《流浪的月》是日本作家凪良汐所著的長篇小說，2019年8月經東京創元社出版。第17屆（2020年）書店大獎得獎作品。截至2021年7月，累積發行量超過33萬本。
改編電影於2022年5月13日上映，李相日執導，廣瀨鈴、松坂桃李和横濱流星參演。

## 外部連結
- 小說特設網站（日語）
- 電影官方網站（日語）